# 静岡県バスケットボール協会
静岡県バスケットボール協会（しずおかけんバスケットボールきょうかい）は、公益財団法人日本バスケットボール協会の下部組織（静岡県）のひとつ。任意団体であったが現在は一般社団法人への移行が完了している。しかし、移行準備の過程において県や市の税金を原資とする補助金を協会内部で不正に会計し、資金を蓄えていたのではないかという余剰金問題が発覚した。

## 余剰金問題
一般社団法人化へ向けた手続きの中で、同協会会長が協会内部に「ABC基金」という5,000万円を超える不明朗な資金の存在を確認。マスコミを通し基金の存在とその返還を表明したことで問題が表面化した。発表によると1995年と1999年のオリンピックアジア予選の際、県から約3,700万円、市からは約7,400万円、さらに日本バスケットボール協会からも含め計約2億円の補助金を得ていた。
余剰金について会長らは、前述のオリンピックアジア予選の大会経費について「一部役員らが県や市の補助金を原資にした余剰金約8,800万円を裏金として蓄え、国債や地方債の購入などに流用していた」とする調査結果を公表した。また調査結果では約1,600万円の使途不明金も確認されている。会長側の指摘に対して理事長をはじめとする事務局側は、「余剰金に公金が含まれていたとの認識はない」などと反論している。
その後市民らが、協会に補助金を交付した静岡県と静岡市に対し、詳しい調査を求めて住民監査請求を行ったが、客観的な証拠がないなどとして県、市ともにこの請求を棄却した。請求が棄却された後、市民らは、静岡県バスケットボール協会が国際大会の余剰金を裏金化したのは違法であると、2017年3月3日、補助金を交付した県と市に対し、同協会に損害賠償を請求するよう求める住民訴訟を静岡地裁に起こした。
そして3月14日、会長らから指摘されている問題について、事務局側は第三者による調査結果を公表した。これは事務局側が独自に選定し依頼をした弁護士らによって構成された特別調査委員会で、「（資金の）財源は補助金とは別の協賛金と見るべきで、補助金や助成金として返還すべき性質なものではないと推認できる」と発表。一方で調査資料が乏しく、「新たな資料が出れば推認が覆ることもある」とした。この調査結果に関して会長側は「覆す資料はあり、近く開示します」とコメント。さらに「今回の特別調査委員会には、会長側が関与する形で委員を選び直すか、もしくは追加するか要望してきたが、いずれも拒否されている。調査結果は中立公正とはいえず、認められない」としている。
また、特別調査委員会は協会内に約1,000万円の使途不明金が見つかったことを発表した。しかし、2月5日に調査で面談予定だった協会財務委員長が、前日4日に死去（死因は未発表）した為、調査が難しくなったことも明かした。協会の理事長は、資金管理の甘さを認めた上で「1,000万円の行方を解明して、責任の取り方を考えたい」と謝罪した。
ここまでの流れとして、オリンピックアジア予選の大会経費について会長側は「一部役員らが県や市の補助金を原資にした余剰金約8,800万円を裏金として蓄え、国債や地方債の購入などに流用していた」と主張。「裏金だった余剰金を一部役員が協会基金に組み入れた」として、県や市に返還する方針を示している。これに対し、事務局側から委嘱を受けた特別調査委員会は「基金の財源は自治体からの補助金ではなく、大会経費とは別の協賛金と推認される。返還すべきものではない」とする調査結果を公表。双方の主張は真っ向から対立している。
3月23日、会長側が静岡市内で記者会見し「一部役員が国際大会開催時に架空名義で開設した口座に企業から協賛金を振り込ませていた」と説明した。会長側の調査チームによると、問題の口座は1995年と1999年に静岡市内で開催されたABC大会といわれる女子のアジア選手権のうち、99年大会に合わせて開設された。代表者でもない人物が、県協会代表者として口座を開設。調査チームは、無断で会長印を押した請求書を送付し、振り込まれた約3,300万円を、95年の大会の際に一部役員が余剰金を隠匿するために設けたABC基金に裏金として、組み込んだとみている。ABC基金は二度の国際大会の余剰金約8,800万円で形成。95年の大会で約4,000万円の余剰金が出たことから、会長側は「99年は補助金申請対象の大会ではなくなったにもかかわらず、県と静岡市から補助金を受けたのは詐欺的行為」と主張。事務局側の渡辺正知理事長と三浦昭彦副理事長の2人に対し、「混乱を招いた責任は回避できない」などとして23日付で解職を通知したことを明らかにした。

### Wリーグの県内開催試合にも波及
杉山明宏副会長は3月23日の記者会見で、自身が部長を務める女子Wリーグのシャンソン化粧品の来季地元戦が開催できないと発表した。試合は各都道府県協会が希望日程を女子日本リーグ機構（WJBL）に申請する。県内では例年4試合程度を開催していた。杉山副会長は「何も知らされないまま不開催になった。（基金の扱いで対立する）渡辺正知理事長ら事務局側の報復」と主張した。一方、渡辺理事長は「WJBLに正規に申請した試合が他県と競合したため」と反論。県協会の担当者は「シャンソンの担当者と話し合った上で４試合を申請し会場も確保した。不開催になったこともシャンソン側に伝えた」と話した。WJBLは「静岡県協会の申請は提出されている。さまざまな要素で競合相手側の開催になった」としている。しかしながら過去18回行われたWリーグにおいてシャンソン化粧品の試合が地元静岡県内で開催されなかった年はないことなどから、静岡県協会、WJBLともにその説明には疑問が残る結果となった。

### 県から是正勧告
県は3月24日、県バスケットボール協会に対し、事務執行が不適切として是正勧告した。4月10日までに協会内の対立解消や会計処理などの是正を求め、改善されるまで2016年度分の補助金交付を保留するとしている。県スポーツ振興課によると、同年度分の補助金は827万7千円で、既に570万円を交付済み。例年は4月に前年度の事業報告を受けて残額を交付するが、勧告では「適正化されなければ、交付済み分の返還も求める」とした。県は「2大会に対する補助金の目的外使用は確認されていない」としたが、基金が協会の代議員会で報告されておらず、10年度に約1,000万円の使途不明金が生じたことなどを問題視した。

## 役員一覧
| No | 役職                                      | 氏名       | 勤務先                                      |
| -- | ----------------------------------------- | ---------- | ------------------------------------------- |
| 1  | 会長                                      | 渡邉正知   | 焼津市在住                                  |
| 2  | 副会長・事務局統括                        | 殿岡裕規   | 静岡市在住                                  |
| 3  | 副会長・強化普及統括                      | 笠井弘昭   | 静岡市在住                                  |
| 4  | 副会長・事業統括                          | 大塚功     | オイスカ高等学校                            |
| 5  | 専務理事                                  | 土屋哲平   | 三島市在住                                  |
| 6  | 事務局長                                  | 富田あけみ | （一社）静岡県バスケットボール協会          |
| 7  | 総務委員長                                | 三浦昭彦   | 静岡県立清水東高等学校                      |
| 8  | 規律委員長 裁定委員長 総務副委員長        | 木宮敬信   | 常葉大学教育学部                            |
| 9  | 事業委員長                                | 澤野豊治   | 柴田建材株式会社                            |
| 10 | 競技運営委員長                            | 近藤章弘   | 静岡県沼津財務事務所                        |
| 11 | 競技運営副委員長                          | 前原拓章   | 日立ジョンソンコントロールズ空調株式会社    |
| 12 | 財務委員長                                | 松村守計   | （一社）静岡県バスケットボール協会          |
| 13 | 社会人連盟代表                            | 原錠一     | コーシン商事株式会社                        |
| 14 | 国体強化委員長                            | 杉山達也   | 静岡県立藤枝東高等学校                      |
| 15 | 普及育成委員長                            | 川村修     | 静岡県立静岡東高等学校                      |
| 16 | 技術普及委員長                            | 伊藤忠     | 静岡県立沼津東高等学校                      |
| 17 | 審判委員長                                | 中川行臣   | 株式会社篠原印刷所                          |
| 18 | 広報委員長                                | 中島洋己   | 静岡県立科学技術高等学校                    |
| 19 | TO委員長                                  | 平野成宜   | 静岡県立磐田南高等学校                      |
| 20 | スポーツ医科学委員長 インテグリティ委員長 | 田中敏博   | JA静岡厚生連静岡厚生病院小児科              |
| 21 | Ｕ-１2部会代表                            | 平出政夫   | NTTビジネスソリューションズ株式会社東海支店 |
| 22 | Ｕ-１5部会代表                            | 海野佑治   | 静岡市立服織中学校                          |
| 23 | Ｕ-１５部会副代表                         | 小田尚人   | 牧之原市菊川市学校組合立牧之原中学校        |
| 24 | Ｕ-１８部会代表                           | 佐野和好   | 静岡県立静岡高等学校                        |
| 25 | 障碍者委員会代表                          | 溝口重行   | 静岡県立浜松特別支援学校城北分校            |
| 26 | 東部地区代表                              | 後藤孝広   | 静岡県立富岳館高等学校                      |
| 27 | 中部地区代表                              | 寺崎俊恵   | 第一生命保険株式会社静岡支社                |
| 28 | 西部地区代表                              | 玉木言明   | 浜松市立江西中学校                          |
| 29 | 監事                                      | 鈴木隆正   | 静岡市在住                                  |
| 30 | 監事                                      | 上田清和   | 静岡市在住                                  |